# Blanche Huber
Blanche Huber (Birkirkara, 1901. augusztus 17. – Birkirkara, 1940. július 19.) 
máltai orvos, gyógyszerész. Az első női orvos Málta történetében.

## Élete
1901. augusztus 17-én született Birkirkarában, Joseph Hubert lánya. 1919 nyarán ő és Tessi Camilleri elkezdte a tanulmányait a Máltai Egyetemen. Tessi a szabad művészetek tanszékén, Blanche pedig orvosnak tanult. 1925-ben végzett, a diploma megszerzése után azonban nem kórházban, hanem a Żejtun gyógyszertárában dolgozott. Joseph Caruana orvos vette feleségül. 1940. július 19-én halt meg.

## Emlékezete
- Sliemában utcát nevezték el róla.
- 2019. október 25-én a Máltai Egyetemen szimpóziumot tartottak a nőknek az egyetemen betöltött szerepéről. Megemlékeztek Blanche Huber életéről és munkásságáról is.[3]

## Fordítás
- Ez a szócikk részben vagy egészben  a   Blanche Huber című angol Wikipédia-szócikk ezen változatának fordításán alapul.  Az eredeti cikk szerkesztőit annak laptörténete sorolja fel. Ez a jelzés csupán a megfogalmazás eredetét és a szerzői jogokat jelzi, nem szolgál a cikkben szereplő információk forrásmegjelöléseként.